# Marko Babać
Marko Babać (Servisch: : Марко Бабац) (Zemun, 9 maart 1935) is een Joegoslavische regisseur, scenarioschrijver, redacteur en producent.
Hij is onderdeel van Black Wave.